# Бессоюзие
Бессою́зие или аси́ндетон (греч. ἀσύνδετον, лат. dissolutio) — стилистическая фигура: построение речи, при котором союзы, соединяющие предложение, опущены. Придаёт высказыванию стремительность, динамичность, помогает передать быструю смену картин, впечатлений, действий.

## Литературные примеры
Везде на улицах навоз,

Везде прохожих вереницы,

Прилавки, грязь из-под колес,

Монастыри, дворцы, темницы,

Брюнеты, старцы без волос,

Ханжи, продажные девицы,

Кого-то тащат на допрос,

Измены, драки, злые лица,

Лакеи, франты без гроша,

Писак продажная душа,

Пажи, карманники, вельможи,

Нагромождение домов,

Кареты, кони, стук подков:

Вот вам Париж. Ну как, похоже?
— Поль Скаррон. «Париж» (перевод М. Кудинова)

Другаго дни велми рано кровавыя зори свѣтъ повѣдаютъ. Чръныя тучя съ моря идутъ, хотятъ прикрыти 4 солнца, а въ нихъ трепещуть синiи млънiи. Быти грому великому, итти дождю стрѣлами съ Дону Великаго! Ту ся копiемъ приламати, ту ся саблямъ потручяти о шеломы Половецкыя, на рѣцѣ на Каялъѣ, у Дону Великаго. О Руская землѣ! уже <за> шеломянемъ еси! Се вътрѣ, Стрибожи внуци, вѣютъ съ моря стрѣлами на храбрыя плъкы Игоревы. Земля тутнетъ, рѣкы мутно текуть, пороси поля прикрываютъ. Стязи глаголютъ: Половци идуть отъ Дона и отъ моря!— Слово о полку Игореве

Мелькают мимо будки, бабы,

Мальчишки, лавки, фонари,

Дворцы, сады, монастыри,

Бухарцы, сани, огороды,

Купцы, лачужки, мужики,

Бульвары, башни, казаки,

Аптеки, магазины моды,

Балконы, львы на воротах

И стаи галок на крестах.
— А. С. Пушкин. Евгений Онегин. Глава 7

Ночь, улица, фонарь, аптека,

Бессмысленный и тусклый свет.
— А. Блок. Ночь, улица, фонарь, аптека